# Comuna Radeanske, Berdîciv
Radeanske (în ucraineană Романівська сільська рада) este o comună în raionul Berdîciv, regiunea Jîtomîr, Ucraina, formată din satele Benedivka și Radeanske (reședința).

## Demografie
Componența lingvistică a satului Radeanske
     Ucraineană (96,37%)
     Rusă (3,24%)
     Alte limbi (0,29%)
Conform recensământului din 2001, majoritatea populației satului Radeanske era vorbitoare de ucraineană (96,37%), existând în minoritate și vorbitori de rusă (3,24%).